# Kep (quận)
Quận Kep (tiếng Khmer: កែប) là một quận (Khan) của tỉnh Kep, Campuchia. Quận có diện tích nhỏ hơn quận còn lại của tỉnh. Quận được chia thành 2 phường (Sangkat) và 5 khu phố (Krom). Theo thống kê năm 1998, dân số của quận là 10.319 người thuộc 2.000 hộ gia đình.
- 230201 សង្កាត់កែប Sangkat Kaeb
  - 23020101 កែប Kaeb
  - 23020102 កែវក្រសាំង Kaev Krasang
- 230202 សង្កាត់ព្រៃធំ Sangkat Prey Thum
  - 23020201 ដំណាក់ចង្អើរ Damnak Chang'aeur
  - 23020202 កំពង់ត្រឡាច Kampong Tralach
  - 23020203 ថ្មី Thmei

Hiện nay, quận này đã được nâng cấp thành thành phố Kep